# 台灣共和國護照
台灣共和國護照是一些支持台灣獨立運動的人士在2001年3－5月間所印製的「護照」，並於2001年5月17日召開記者會，聲稱已經獲得巴西等國簽證，但其真實性被人懷疑，認為這是「模拟护照」。中華民國政府認為這是「虛擬護照」或「玩具」，而且已經向各國聲明此護照並不被承認，也不具實際效力。
類似於「台灣共和國護照」，還有另一本「台灣國護照」的虛擬護照，某些新聞事件的內容並不確定到底是指台灣共和國或台灣國護照。

## 相关事件
2001年3月15日，入境台灣的中華民國總統府國策顧問金美齡，在臺灣桃園國際機場接受建國黨秘書長黃玉炎贈予之台灣共和國護照，並以「送我這本護照了」之回答暗示接受以台灣共和國國民身份返台。其後，新黨立法委員馮滬祥在3月16日到臺灣臺北地方法院檢察署按鈴告發金美齡與建國黨秘書長黃玉炎涉及《中華民國刑法》預備內亂罪。馮滬祥認為，金美齡公然接受該護照、且於眾多媒體記者前高舉該護照之行為，已明顯超越言論自由層次，涉嫌違反中華民國刑法第一百條內亂罪之「預備階段」。另外，馮滬祥並建議檢察官將該兩人限制出境。
2001年5月17日，自稱「台灣共和國政府聯絡人」的高金郎召開記者會，拿出美籍台灣人郭樹人的台灣共和國護照，內有宏都拉斯、薩爾瓦多、貝里斯及厄瓜多簽證。這些簽證都是於2001年4月在上述中南美各國駐美國洛杉磯的領事館獲取。中華民國外交部獲訊後表示，這本護照不具法律效力，並將主動周知各國注意。人民自行發行虛構國家的護照，並非屬仿造，無相關法律可以規範，然使用護照申請外國簽證仍可能觸犯外國法律（例如對公務員詐欺，使其做出不實記載文書的罪）。該發行單位嗣後聲稱該護照獲得巴西等簽證，然皆難以查證。
2003年8月11日，《台灣蘋果日報》報導，日前在美國成立的台獨團體「正綠社」強調，正綠社比現在的台獨更基本教義，成員中以拿台灣共和國護照通行中南美洲五國的郭樹人的知名度最高，目前在洛杉磯擁有成員數百人，共通之處是都擁有台灣共和國護照，但「台灣獨派人士對正綠社多半不清楚，也不願評論」。

## 政府見解
事件發生當時的外交部發言人張小月則表示，「台灣共和國護照」是「虛擬護照」，並不是合法、也不是有效的旅行文件，中華民國政府與邦交國也不會承認。

## 支持者內部爭議
由於自稱「台灣共和國政府外交部長」的郭樹人表示台灣共和國護照發行單位是台灣共和國政府，建國黨提出反駁稱建國黨才是該護照的真正發行單位。為此，皆為台獨運動活躍機構的該兩單位，曾發生言語糾紛。

## 其他

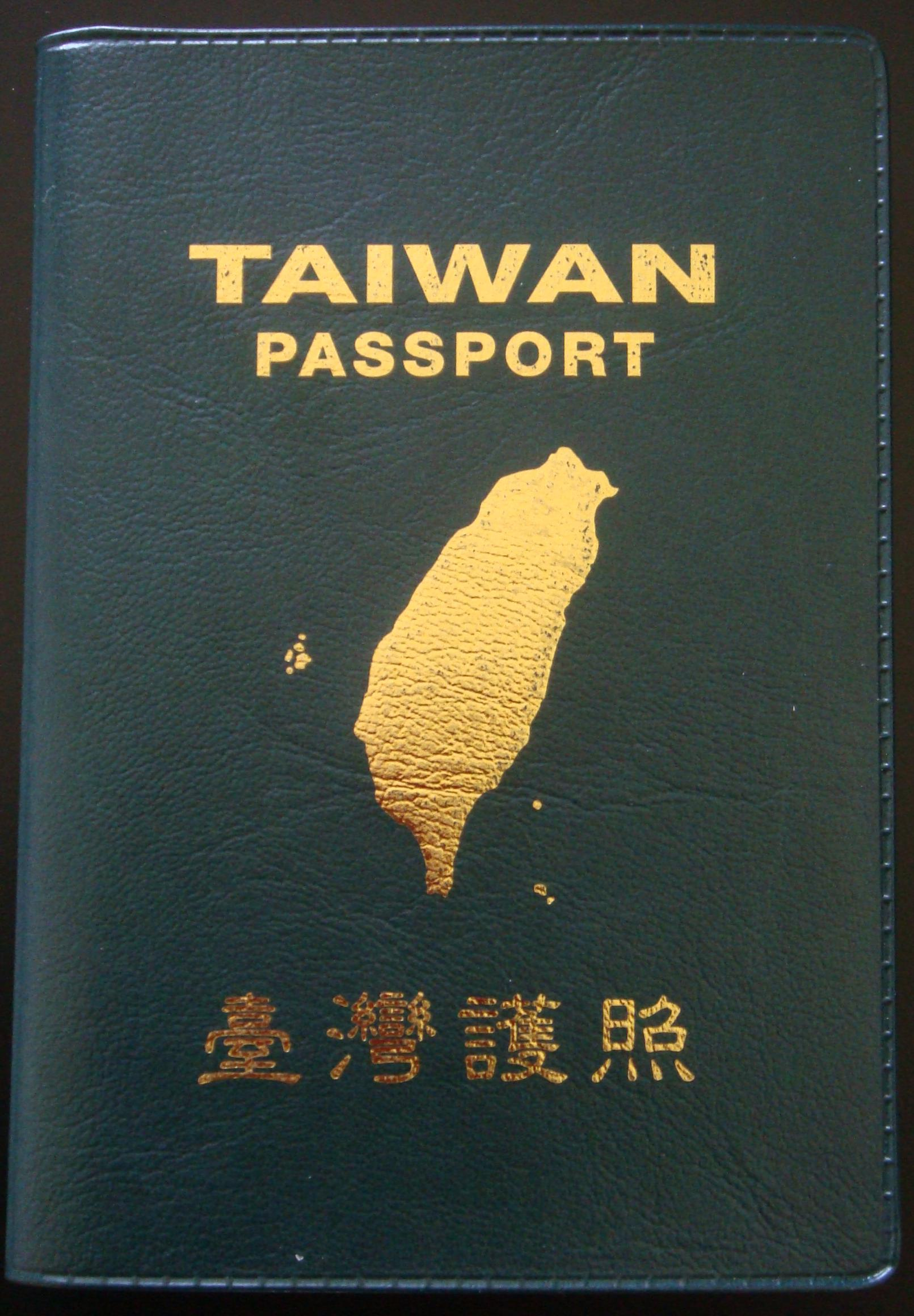
一款《台灣護照》封套
※圖中僅有臺灣本島和臺灣省附屬的離島，不包含屬福建的金門縣及連江縣

台北市「台灣e店」另有販售由511台灣正名聯盟所發行的《臺灣護照》封套，其樣式與上圖相同，以便持有人套用於《中華民國護照》上。
2012年12月，民進黨為反制中國新版電子護照納入台灣景點的行為，也發行了寫有「TAIWAN is my country」（台灣是我的國家）的台灣護照貼紙。
2015年7月，台中默契咖啡老闆陳致豪設計一款台灣國護照貼紙，讓追求獨立建國的台灣人民可以把原有護照上的「中華民國」及「China」等字樣覆蓋掉，藉此向國際表示台灣獨立建國的意願，已有部分人士索取貼紙呼應此次行動。而內政部移民署國境事務大隊官員則坦承，旅客改造護照外觀屬於「個人意識的表達」，貼紙隨時都可以撕掉，並不會影響內頁的資料頁；如果沒有發生偽造或毀損資料頁及晶片條碼的情況，海關人員都會放行。目前機場都有自動通關系統，國人出入境不必經過人工檢驗護照流程，其實根本管不到護照封面的貼紙。

## 外部連結
- 自稱台灣共和國護照已獲四國簽證 臺外交部聲明不具法律效應 （页面存档备份，存于）（繁體中文）
- 楊以仁—《一位台裔外國人的心聲》 （页面存档备份，存于）（繁體中文）
- 楊以仁—沒有滅中華民國無法建台灣共和國[永久]（繁體中文）